# Fabricius (Mondkrater)
Fabricius ist ein Einschlagkrater im Süden der Mondvorderseite. Er liegt nördlich des großen Kraters Janssen, dessen Wall er teilweise überdeckt, und südwestlich von Metius. Im Nordosten verläuft das große Mondtal Vallis Rheita.
Der Krater ist nur wenig erodiert, weist ausgeprägte Terrassierungen des Innenwalls und ein Zentralmassiv auf.
| Buchstabe | Position           | Durchmesser | Link |
| --------- | ------------------ | ----------- | ---- |
| A         | 44,66° S, 44,4° O  | 55 km       |      |
| B         | 43,58° S, 44,84° O | 17 km       |      |
| J         | 45,83° S, 45,03° O | 16 km       |      |

Der Krater wurde 1935 von der IAU nach dem ostfriesischen Astronomen David Fabricius offiziell benannt.